# Di-terbutil dicarbonato
Il Di-ter-butil dicarbonato è un reagente ampiamente utilizzato nella sintesi organica. Poiché questo composto può essere considerato formalmente una anidride dell'acido derivato da un gruppo terz-butossicarbonile (Boc), è comunemente indicato come "Boc anidride" o Boc2O.  Questo pirocarbonato reagisce con le ammine a dare N-ter-butossicarbonili o cosiddetti Boc-derivati. Il gruppo Boc può essere rimosso dalla ammina utilizzando acidi moderatamente forti (ad esempio, acido trifluoroacetico). Così il Boc serve come un gruppo protettivo, ad esempio nella sintesi di peptidi in fase solida. Ammine Boc-protette non sono reattive alla maggior parte delle basi e nucleofili, consentendo l'uso del gruppo fluorenilmetilossicarbonil (Fmoc) come gruppo protettore ortogonale che invece si può rimuovere con tali reattivi.

## Preparazione
Il di-ter-butil dicarbonato è poco costoso, quindi viene tipicamente comprato. Comunque lo si può preparare da ter-butanolo, anidride carbonica, fosgene ed una base come il DABCO:
Questa metodologia è molto usata ma spesso si preferisce la reazione tra ter-butossido di sodio con anidride carbonica, catalizzata da acido p-toluen solfonico o acido metansolfonico. In questo caso una distillazione del grezzo di reazione è il miglior work-up per ottenere il composto puro.

## Usi
Viene utilizzato per proteggere le ammine, formando un carbammato noto come Boc.
Viene utilizzato anche come reattivo per formare carbammati da ammine ma non con lo scopo di proteggerel, come nella sintesi della 6-acetil-1,2,3,4-tetraidropiridina, un importante aroma del pane, partendo dal 2-piperidone viene effettuata usando la Boc-anidride.
(Vedi anche la reazione di Maillard). Il primo step è la formazione del carbammato per reazione tra l'azoto amminico con la Boc-anidride in acetonitrile usando il DMAP come catalizzatore:

## Pericoli associati
Le bottiglie contenenti di-ter-butil dicarbonato generano pressione interna se sigillati a causa della sua lenta decomposizione a carbonato di di-ter-butile e infine a ter-butanolo e CO2 in presenza di umidità. Per questo motivo, di solito è venduto e conservato in bottiglie di plastica piuttosto che di vetro.
Il maggior pericolo nell'uso di questo reattivo è la tossicità dei suoi vapori. La concentrazione media letale è 100 mg/m3 per 4 ore sui topi ed è comparabile con quella del fosgene (49 mg/m3 per 50 min sui topi).